# Yeongwol Challenger Tennis 2013
Il Yeongwol Challenger Tennis 2013 è stato un torneo di tennis facente parte della categoria ATP Challenger Tour nell'ambito dell'ATP Challenger Tour 2013. È stata la 1ª edizione del torneo che si è giocato a Yeongwol in Corea del Sud dal 4 al 10 novembre 2013 su campi in cemento e aveva un montepremi di €35,000+H.

## Partecipanti singolare

### Teste di serie
| Nazionalità          | Giocatore      | Ranking* | Testa di serie |
| -------------------- | -------------- | -------- | -------------- |
| Germania             | Julian Reister | 88       | 1              |
| Australia            | Matthew Ebden  | 98       | 2              |
| Slovenia             | Blaž Kavčič    | 106      | 3              |
| Stati Uniti          | Bradley Klahn  | 123      | 4              |
| Serbia               | Dušan Lajović  | 134      | 5              |
| Regno Unito          | James Ward     | 160      | 6              |
| Bosnia ed Erzegovina | Mirza Bašić    | 203      | 7              |
| Australia            | Matt Reid      | 229      | 8              |

- Ranking al 28 ottobre 2013.

### Altri partecipanti
Giocatori che hanno ricevuto una wild card:
- Chung Hyeon
- Chung Hong
- Nam Ji Sung
- Jeong Suk-Young

Giocatori che sono passati dalle qualificazioni:
- Marcus Daniell
- Jason Jung
- Daniel Nguyen
- Alexander Ward

Giocatori che hanno ricevuto un entry come special exempt:
- Brydan Klein

Giocatori che hanno ricevuto un entry con un protected ranking:
- Daniel Kosakowski

## Vincitori

### Singolare
Bradley Klahn ha battuto in finale  Tarō Daniel con il punteggio di 7–6(5), 6–2.

### Doppio
Marin Draganja /  Mate Pavić hanno battuto in finale  Lee Hsin-han /  Peng Hsien-yin con il punteggio di 6–4, 4–6, [10–7].